# Cour batave
La Cour batave est une ancienne cour de Paris, disparue en 1858 lors du prolongement de la rue de la Cossonnerie de la rue Saint-Denis au boulevard Sébastopol.

## Origine du nom
La nom de la rue est liée à la nationalité de la compagnie hollandaise ou « batave » qui a fait construire cet ensemble immobilier en 1792.

## Situation
L'accès à la cour était dans la rue Saint-Denis. Son emplacement correspond à l'actuel numéro 60 de la rue Saint-Denis et à la partie de la rue de la Cossonnerie entre le boulevard de Sébastopol et la rue Saint-Denis.

## Historique
La cour est construite de 1792 à 1795 à l'emplacement de l'ancienne église du Saint-Sépulcre et de ses dépendances devenus bien national en 1790 et vendus le 2 juillet 1791 à un seul acquéreur, le citoyen Dauvergne.

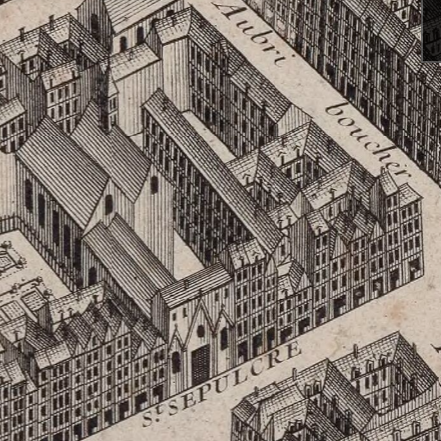
Église du Saint-Sépulcre sur plan de Turgot de 1737
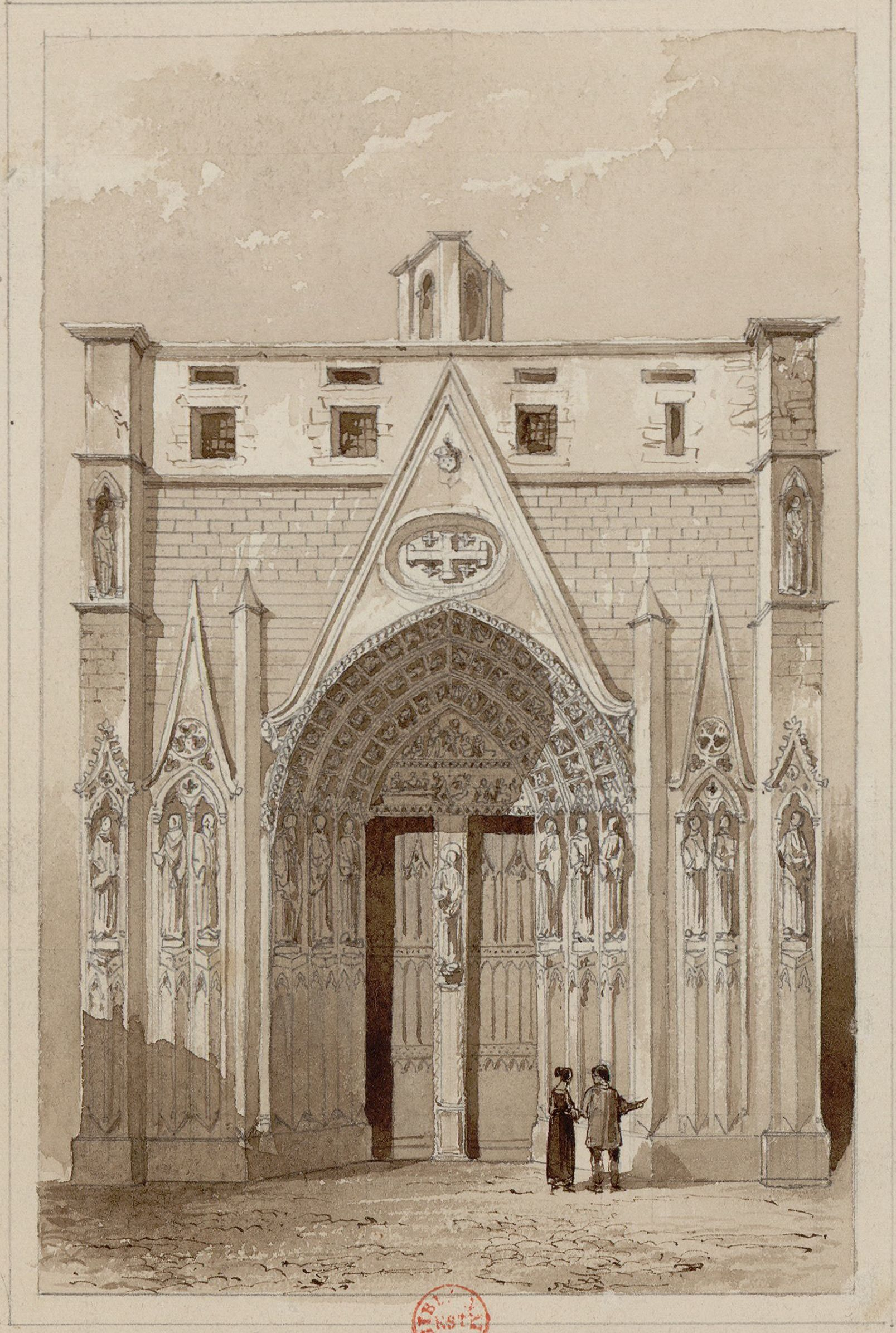
Portail de l'église Saint-Sépulcre sur la rue Saint-Denis
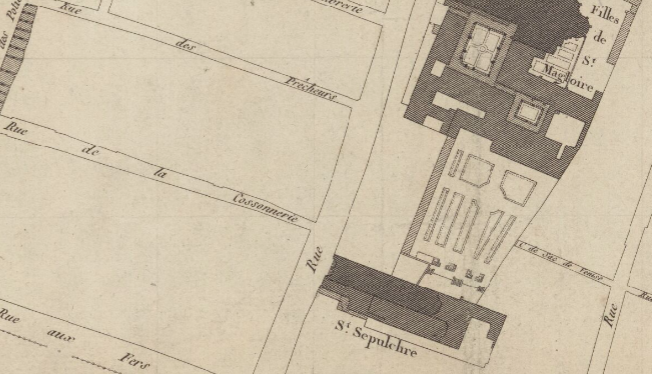
L'église du Saint-Sépulcre sur plan de Verniquet de 1790

Ce premier acquéreur le revend presqu'immédiatement aux financiers hollandais Vandnyvert qui démolissent la totalité des bâtiments pour édifier un centre commercial sous la direction des architectes Sobre et Happe.
Ces promoteurs sont guillotinés peu après, avant l'achèvement des travaux, ce qui compromet le succès de l'opération.

## Description
La cour batave, d'une architecture soignée, comprenait une cinquantaine de magasins au-rez-de-chaussée dans des galeries couvertes et des appartements de location sur 3 étages au-dessus d'un entresol et un quatrième mansardé autour d'une grande cour.
Des frises en bas-reliefs couraient entre le 3ème étage et les combles mansardés. Les arcades de l'entresol étaient également décorées de bas-reliefs.
La cour communiquait par un porche avec la rue Saint-Denis, à l'arrière par un passage donnant accès à l'impasse de Venise, voie étroite disparue qui débouchait rue Quincampoix en face de la rue de Venise.

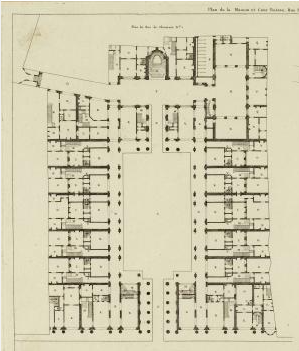
Plan de la cour batave
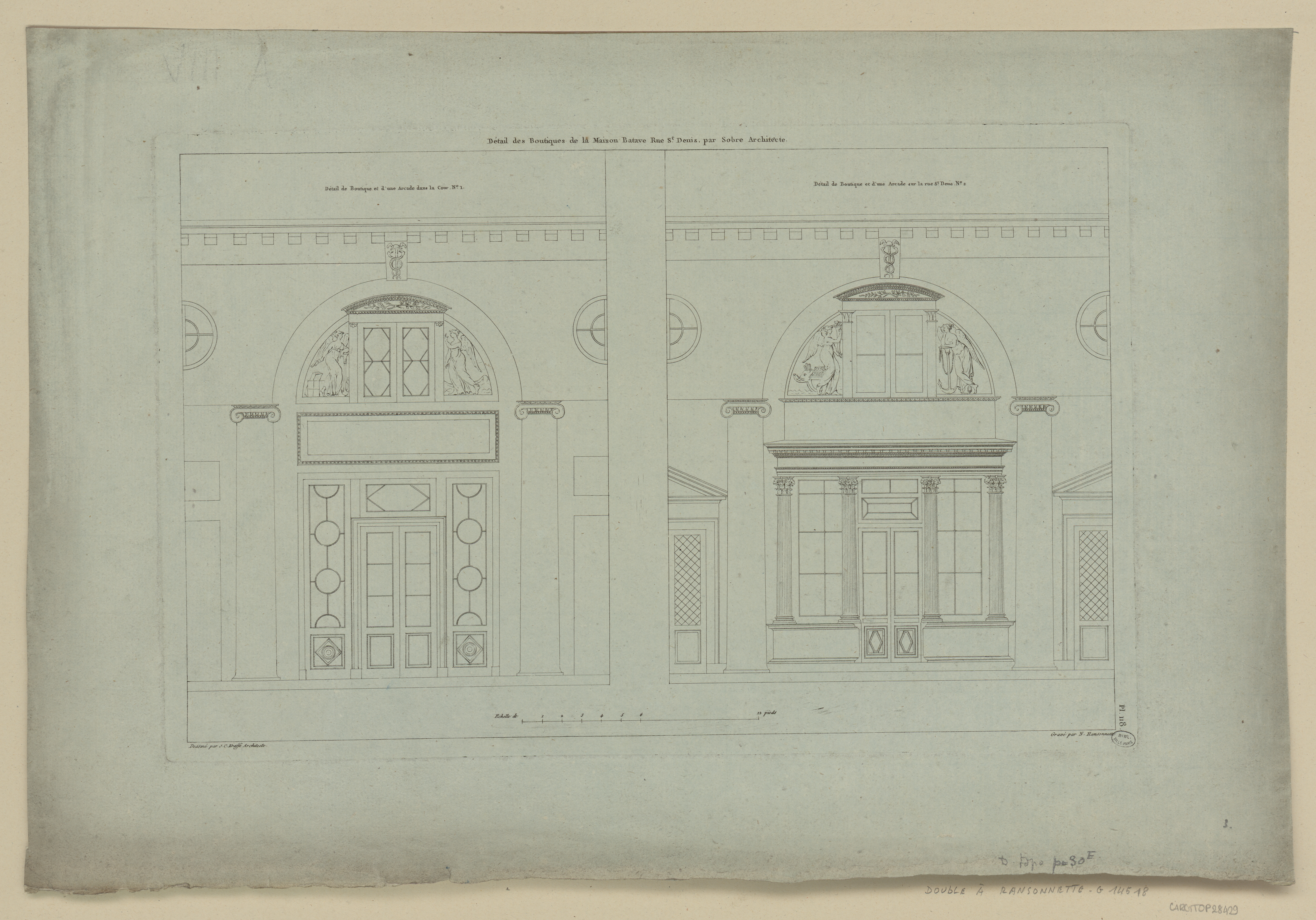
Détail des boutiques de la Maison Batave Rue St. Denis.
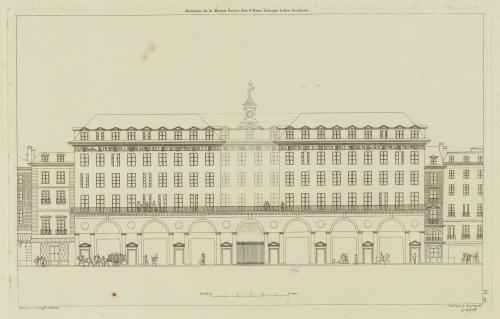
Façade de la Cour batave rue Saint-Denis

Au début du XIXème siècle, la Cour batave est densifiée par ses utilisateurs qui modifient leurs lots par des cloisons élevées entre les colonnes des galeries.
Dans le roman César Birotteau, Balzac la décrit ainsi pages 129-130 :  « monument malsain, enterré sur ses quatre lignes par de hautes maisons, n'a de vie et de mouvement que pendant le jour, il est le centre des passages obscurs qui s'y donnent rendez-vous et joignent le quartier des Halles au quartier Saint-Martin par la fameuse rue de Quincampoix, sentiers humides, où les gens pressés gagnent des rhumatismes; mais la nuit aucun lieu de Paris n'est plus désert, vous diriez les catacombes du commerce. Il y a là plusieurs cloaques industriels, très peu de bataves et beaucoup d'épiciers. Naturellement les appartements de ce palais marchand n'ont d'autre vue que celle de la cour commune où donnent toutes les fenêtres, en sorte que les loyers sont d'un prix minime ».
Victor Hugo la mentionne dans un épisode de la Révolution de 1830 décrit dans Les Misérables : 
« Devant la Cour-Batave, un détachement de gardes nationaux trouvait un drapeau rouge portant cette inscription : Révolution républicaine, no 127. Était-ce une révolution en effet ? »

## Disparition de la Cour batave
La plus grande partie de la Cour batave disparait en 1858 lors du prolongement de la rue de la Cossonnerie jusqu'au boulevard de Sébastopol et de percement de ce boulevard.
Il en reste un fragment visible au 60 rue Saint-Denis et à l'angle de cette rue avec la rue de la Cossonnerie.

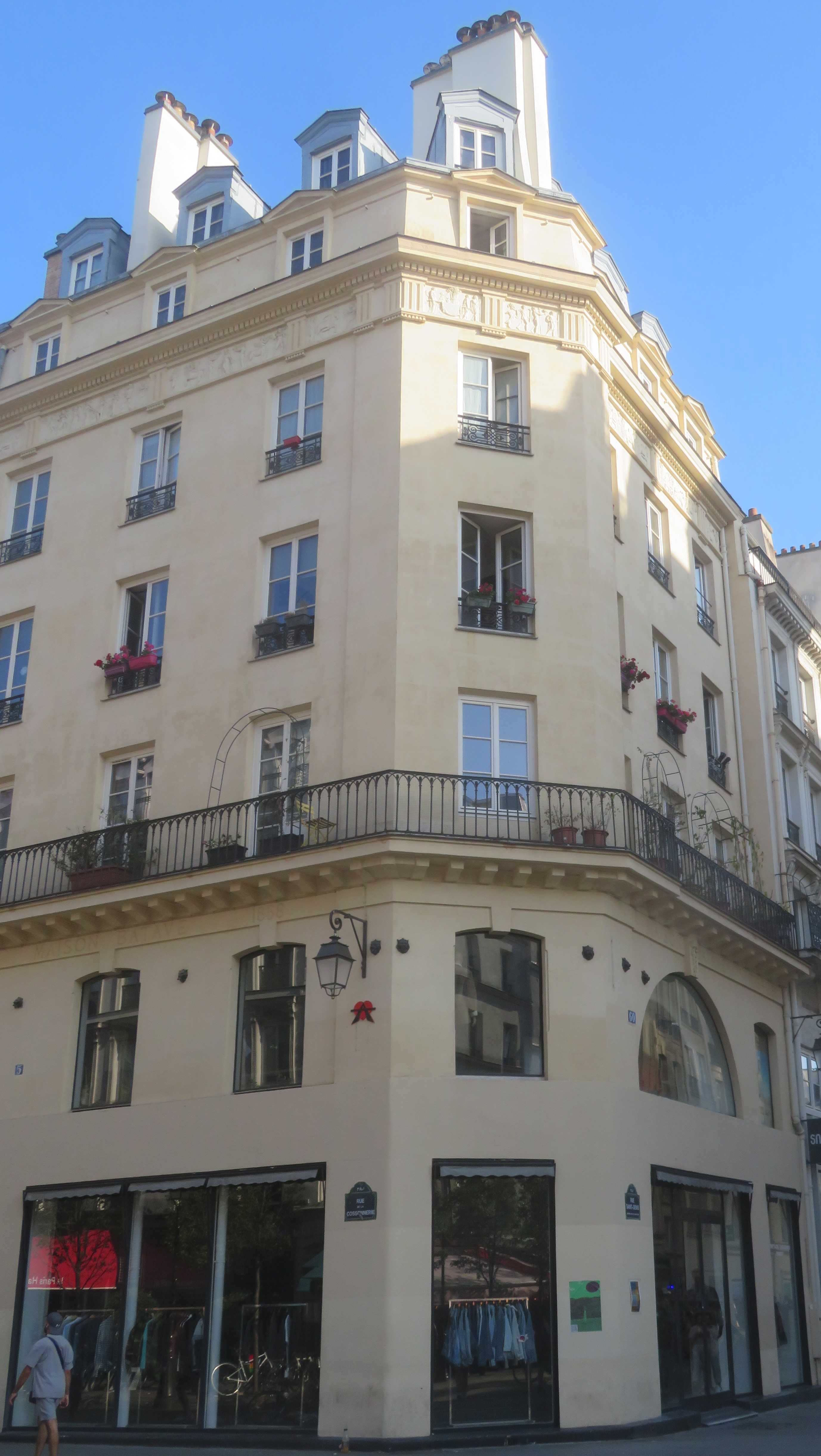
Angle des rues de la Cossonerie et Saint-Denis
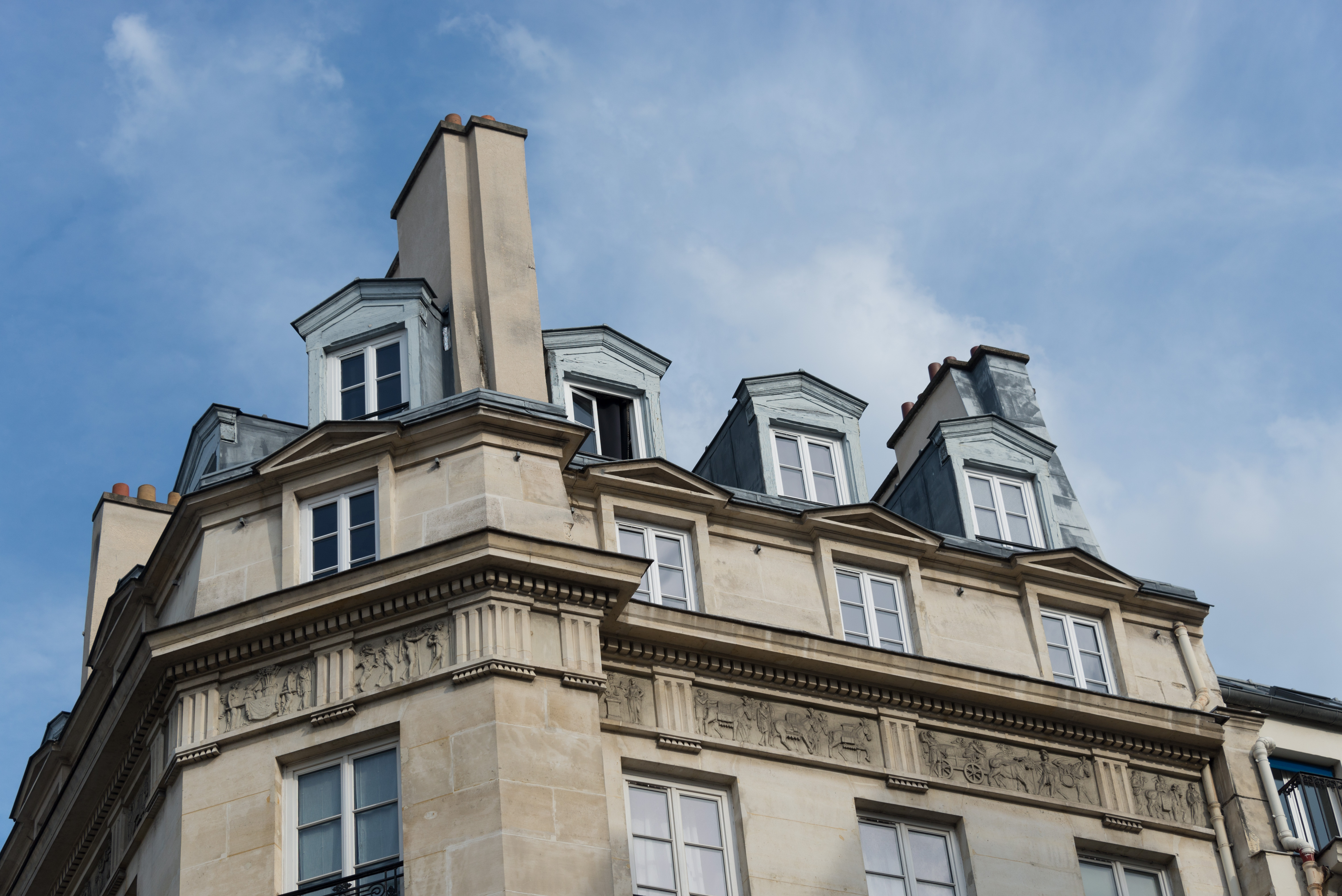
Frises bas reliefs Rue de la Cossonnerie
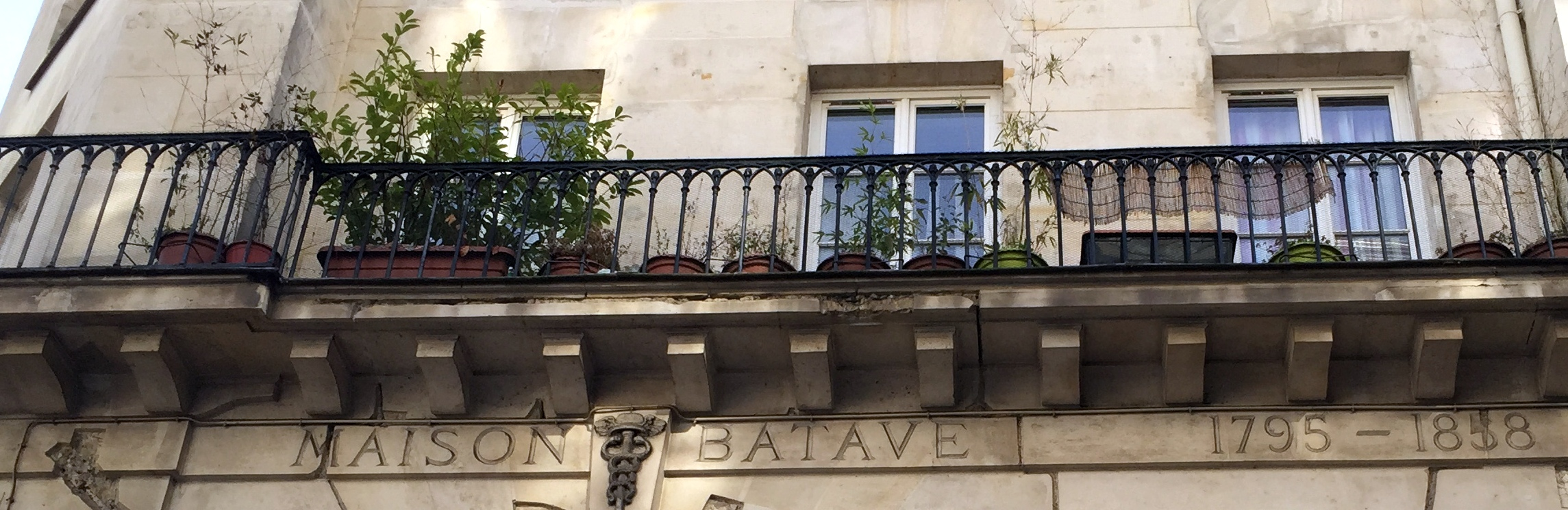
Frise 60 rue Saint-Denis